# Afanásio Jazadji
Afanasio Jazadji (São Paulo, 2 de novembro de 1950) é um jornalista, radialista, advogado, publicitário e político brasileiro, atualmente sem filiação partidária.

## Biografia
De origem gagauz, ambos seus pais nasceram no atual território da República da Moldávia.
Exerceu o mandato de deputado estadual entre 1987 e 2007 pelo PDS, PST e PFL, com cinco eleições seguidas.
Afanasio criou, no ano de 1980, o Disque-Denuncia através do programa Patrulha da Cidade, transmitido pela Rádio Globo São Paulo. Na época, em razão dos altos índices de casos policiais sem solução, o radialista pedia para que seus ouvintes ligassem para a produção do programa e fizessem denúncias de forma anônima; os casos eram repassados para a polícia.
Em outubro de 1985, pela Rádio Capital, dentro do quadro "Gente Procurando Gente", Afanasio conquistou o recorde mundial de tempo de uma localização de pessoas desaparecidas, ao reaproximar duas primas que não se viam havia 75 anos. Com esse feito, passou a figurar no Guinness World Records.
Em 1986, foi eleito deputado estadual em São Paulo, obteve 558 138 votos, alcançando a marca de deputado estadual mais votado da história do Brasil.
Em 1987, em seu primeiro mandato como deputado estadual por São Paulo, idealizou o Sistema de Resgate do Corpo de Bombeiros. O projeto só foi implantado durante o governo seguinte.
Enquanto deputado estadual, foi presidente da CPI do Crime Organizado (1995-1999) e da Comissão de Segurança Pública.
Em 20 de maio de 1997, fez publicar no Diário Oficial do Estado de São Paulo o estatuto de criação do Primeiro Comando da Capital.
Em 2006, candidatou-se ao mesmo cargo, mas não se elegeu. Em 2008 tentou se eleger vereador por São Paulo pelo PMDB, ficando na primeira suplência.
É fervoroso defensor da instituição da pena de morte no Brasil.
Também foi comentarista do noticiário Boletim de Ocorrências, no SBT.
Em 2014 lançou o livro "50 Anos de Jornalismo do Mais Autêntico Comunicador Brasileiro". Em 2015, assumiu uma das cadeiras da Academia Paulista de Jornalismo.

## Filmografia

### Filmes
| Ano  | Título                                          | Notas        | Ref.   |
| ---- | ----------------------------------------------- | ------------ | ------ |
| 2020 | Pé de Pato: As (in)Justiças de um Cidadão Comum | Documentário | [ 12 ] |

## Ligação externas
- «Sítio oficial»